# Najas e Solòrgues
Najas e Solòrgues (en francès Nages-et-Solorgues) és un municipi francès situat al departament del Gard i a la regió d'Occitània.